# Файт I фон Рехберг
Файт I фон Рехберг (на немски: Veit I von Rechberg; † 1416) от благородническия швабски род Рехберг, е господар на Хоенрехберг (при Швебиш Гмюнд), Щауфенек (в Залах) в Баден-Вюртемберг и от 1410 г. Бабенхаузен в Швабия.

## Произход
Той е син на Албрехт III фон Рехберг († 1408) и втората му съпруга шенка Барбара фон Ербах († 1408), дъщеря на Хайнрих I фон Ербах († 1387) и Анна фон Ербах-Ербах († 1375). Баща му е женен първо за Анна фон Хоенцолерн, дъщеря на граф Фридрих фон Хоенцолерн-Страсбург († 1365) и графиня Маргарета фон Хоенберг-Вилдберг. Внук е на Конрад IV фон Рехберг († 1351) и първата му съпруга Луция фон Айхайм, дъщеря наследничка на Бертхолд фон Айхайм.
През 1390 г. баща му Албрехт III купува замък Фалкенщайн при Герщетен от Фридрих фон Тек-Овен. Родът фон Рехберг е издигнат през 1577 г. на фрайхерен и през 1607 г. на графове.

## Фамилия
Файт I фон Рехберг се жени пр. 25 март 1390 г. за Ирмела (Ирмгард) фон Тек (* ок. 1370/1375; † пр. 24 юли 1422), дъщеря на херцог Фридрих III фон Тек († 1390) и Анна фон Хелфенщайн-Блаубойрен († 1392), наследничка на Фалкенщайн.. Те имат децата:
- Георг фон Рехберг († 1427, Лайпхайм), господар на Бабенхаузен (1418 – 1424)
- Беро I фон Рехберг († 14 ноември 1462), рицар, господар на Бабенхаузен 1418, Минделхайм и Келмюнц, женен ок. 1430 за Барбара фон Ротенбург († 25 април 1462), дъщеря на Хайнрих VI фон Ротенбург († 1411) и Агнес фон Верденберг-Хайлигенберг-Блуденц († 1436)
- Албрехт (IV) фон Рехберг († 24 юни 1426/1439), господар на Щауфенек, женен пр. 6 декември 1435 г. за Клара фон Монфорт († 1440), дъщеря на граф Вилхелм IV фон Монфорт-Тетнанг († 1439) и Кунигунда фон Верденберг-Хайлигенберг-Блуденц († 1438/1443). Клара фон Монфорт се омъжва втори път (20 септември 1439) за Конрад IV Шенк фон Лимпург-Гайлдорф († 1482).
- Барбара фон Рехберг († 22 февруари 1460), омъжена между октомври 1414 и 6 февруари 1433 г. за маршал Хаупт II фон Папенхайм († 1439), вдовец на Корона фон Ротенщайн († 1412/1414), син на Хаупт I фон Папенхайм († 1409) и Агнес фон Вайнсберг († сл. 1405)
- Анна фон Рехберг